# Рекіташу
Рекіташу (рум. Răchitașu) — село у повіті Вранча в Румунії. Входить до складу комуни Андреяшу-де-Жос.
Село розташоване на відстані 154 км на північ від Бухареста, 29 км на захід від Фокшан, 100 км на захід від Галаца, 93 км на схід від Брашова.

## Населення
За даними перепису населення 2002 року у селі проживали 685 осіб, усі — румуни. Усі жителі села рідною мовою назвали румунську.